# Rišards Labanovskis

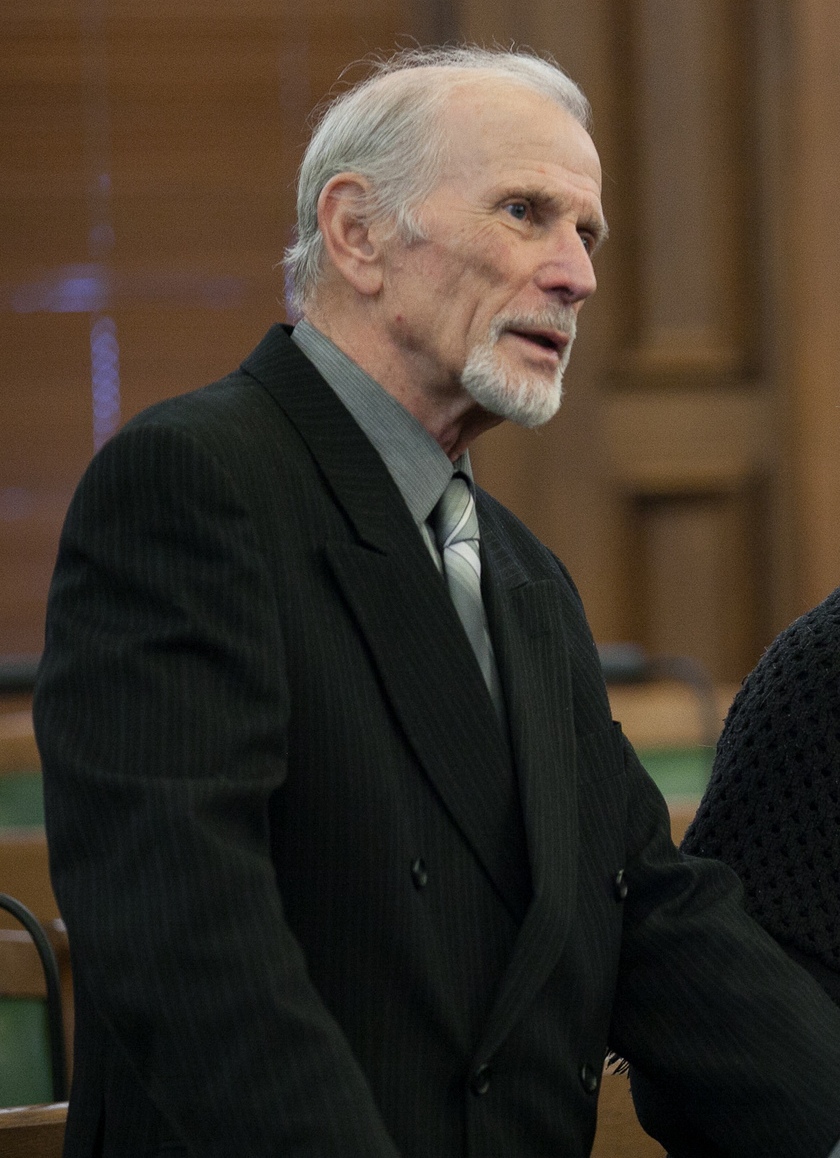
Rišards Labanovskis (2013)

Rišards Labanovskis (* 15. Februar 1940 in Daugavpils; † 20. September 2022) war ein lettischer Journalist, Philologe und Politiker.

## Leben
Labanovskis war polnischer Abstammung. Er absolvierte das Gymnasium in Sigulda. Nach einem Philologie-Studium an der Universität Lettlands arbeitete er als Hörfunk- und Fernsehredakteur. Ende der 1980er-Jahre engagierte er sich in der Lettischen Volksfront und war später Vorsitzender des Rates Nationaler Minderheiten. 1998 wurde er als Abgeordneter für die Lettische Sozialdemokratische Arbeiterpartei ins Parlament gewählt. 2002 wechselte er zur neugegründeten Sozialdemokratischen Partei.
Labanovskis war Herausgeber des polnisch-lettischen Wörterbuchs und Übersetzer polnischer Literatur.

## Sonstiges
- Labanovskis hatte einen Sohn und eine Tochter.
- Er war der erste Saeima-Abgeordnete seit der Unabhängigkeit, der einen Bestechungsversuch öffentlich zur Anklage brachte.[3]